# Factotum (film)
Factotum è un film del 2005 diretto da Bent Hamer, basato sul romanzo omonimo di Charles Bukowski, presentato nella sezione Quinzaine des Réalisateurs al Festival di Cannes 2005.

## Trama
Il film interpreta il romanzo di Bukowski senza seguire la linea temporale presente in esso. Vicende ed episodi appaiono con una sequenza diversa: all'inizio si trova il protagonista, Henry Chinaski, alter ego di Bukowski, impegnato nel taglio di blocchi di ghiaccio, per poi essere impegnato nella consegna di alcuni ordini che non completerà fermandosi in un bar e quindi essere licenziato. S'intuisce che il licenziamento sarà ricorrente, soprattutto a causa del modo in cui il personaggio affronta il mondo del lavoro: sta seduto a guardare fuori dalla finestra la gente nei bar, parla del contenuto del suo romanzo durante un colloquio di lavoro fumando con calma una sigaretta, scappa spesso dalla fabbrica per l'incessante bisogno di bere lasciando il posto di lavoro. Queste vicende ruotano attorno ad una personalità incapace di rimanere nei normali canoni della società, affetta da un continuo bisogno di sesso e alcool.
Un giorno in un bar incontra Jan, si sistema a casa sua e in un'atmosfera di semplicità si concentra nello scrivere pezzi delle sue novelle. I rapporti con Jan vanno tuttavia ad allentarsi fino alla rottura quando Henry inizia a scommettere sui cavalli. Successivamente Henry conosce Grace, una ragazza amica di Pierre, prima di ritornare da Jan (al momento impiegata in un hotel a svolgere pulizie). Henry continua comunque ad essere sempre impegnato nel trovare altri lavori, completare domande per un posto di reporter o nell'attesa di un assegno che gli permetta di gustare altro alcool. Nel film si fa spesso riferimento ai racconti scritti ed inviati alla casa editrice Black Sparrow, e solo alla fine del film verrà letto il contenuto di una lettera inviata ad Henry, come risposta degli invii di materiale.